# Pink Dot SG

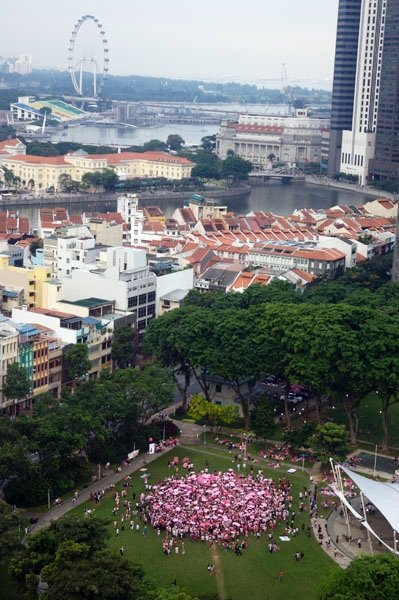
新加坡首场Pink Dot SG活动于2009年在芳林公园演说者之角举行

Pink Dot SG（以下简称粉红点）是新加坡的一个年度运动及户外活动，从2009年至今，每年都会在芳林公园演说者之角举行，旨在声援同性恋、双性恋、跨性别（LGBT）人士，倡导“有爱无类”（freedom to love）。其首场集会的出席人数估计有1000到2500人左右，在2015年剧增至2万8000人。
粉红点主办方号召公众身着粉红色，支持爱多元化。由于新加坡在世界地图上的位置，故该国亦有“小红点”的称号，这个户外活动的概念就是以人群来形成一个“粉红点”。该活动多年来获得新加坡的国内及跨国企业的援助，也得到国内各个LGBT及其他团体的支持。粉红点以野餐聚会的形式进行，融入演唱会以及介绍各个社群团体的展位；另外，新加坡各所大学的学生团体也联合起来，在2015年的粉红点正式推出为新加坡的LGBT大学生而设的独立支持网。
2012年，粉红点首次在夜间进行，以手中的灯光形成粉红色的灯海，有1万5000人出席了该场集会；接下来的3年裡也是在夜间举办。2016年，主办方决定发放5000个粉红色标语牌给新加坡公民与永久居民出席者，让他们写下想说的话。
近年来，粉红点遭到基督教、回教等宗教团体的反击。2014年的粉红点当晚巧遇回教斋戒月的开始，回教徒发起「穿白衣运动」抵制该活动，坚信浸信教会的邝健雄牧师也响应号召，呼吁基督徒在粉红点当天身着白色，维护“传统家庭”。这导致主办方首次需要驻守保安人员以维持秩序。在接下来两年的粉红点，邝健雄继续号召基督徒穿白衣出席礼拜。
从2008年起，芳林公园的演说角落成为全新加坡唯一可以无需申请许可，合法发表演讲或示威的地方，而且只限新加坡公民和永久居民参与。参加粉红点的人数逐年增加，所获得的企业赞助也逐年剧增，2016年的粉红点就有高达18个企业资助，绝大多数是跨国公司，包括Facebook、Google、苹果公司等等。新加坡政府随即警告“外国机构”不要干预该国内政。
2017年，因新法律视所有现身活动场地者为集会之一部分，所以主办方首次必须设围栏，并且只允许新加坡公民和永久居民进场。另外，由于外国机构被禁止赞助粉红点，有高达120个当地企业出面给予经济援助。即使因安全缘故，共有2万名公民和永久居民跻身围栏内。

## 历史背景
新加坡曾为英国殖民地，其《刑法》源自同样被英国统治的印度。原本的第377条将任何与其他人或动物进行的“非自然”性交媾行为视为违法；另一条文为第377A条，其将男性之间的“严重猥亵”（gross indecency）视为有罪。2007年，新加坡国会对《刑法》进行重大修订与辩论，其决定废除原有的第377条，并将奸尸罪取而代之，第377A条则予以保留。2013年，一对男同性恋伴侣林明釧（Gary Lim）和朱文良（Kenneth Chee）以及另一名男同性恋者分别提出法律挑战，指第377A条违反《宪法》第9条和第12条，其案件被驳回之后，上诉庭于隔年再次驳回他们的上诉。
在跨性别人士方面，新加坡于1971年首次进行变性手术，并于两年后允许已接受手术者更易合法性别。在婚姻方面，《妇女宪章》第12条第1款规定，在结婚当天，完婚双方必须是男性与女性，意指同性婚姻无效。不过，同一条例的第2款列明，一名已通过变性手术者与异性者的婚姻永远有效，第3款也说明双方的性别以身份证上所注明为准，这代表已接受手术的变性者有权与异性通婚。
虽然《宪法》第14条第1款的a与b项赋予新加坡公民言论自由以及集会自由，不过其第2款给予国会权利施行限制，《刑法》第八章更是将“非法集会”列为犯罪行为。为解决有关言论自由的问题，政府于2000年在芳林公园的演说者之角仿效英国伦敦海德公园成立。当局在2008年修改有关条例，芳林公园的演说角落随即成为全新加坡唯一可以无需申请许可，合法发表演讲或示威的地方，而且只限新加坡公民和永久居民参与。

## 基本讯息
| 日期          | 出席人数 （主办方提供） | 地点     |
| ------------- | ----------------------- | -------- |
| 2009年5月16日 | 2500                    | 芳林公园 |
| 2010年5月15日 | 4000                    | 芳林公园 |
| 2011年6月18日 | 1万                     | 芳林公园 |
| 2012年6月30日 | 1万5000                 | 芳林公园 |
| 2013年6月29日 | 2万1000                 | 芳林公园 |
| 2014年6月28日 | 2万6000                 | 芳林公园 |
| 2015年6月13日 | 2万8000                 | 芳林公园 |
| 2016年6月4日  | 不提供                  | 芳林公园 |
| 2017年7月1日  | 2万                     | 芳林公园 |

新加坡粉红点倡导“有爱无类”，其主办方与活动同名。粉红点历年来都于星期六在芳林公园举行。根据主办方的网站，粉红点是由一群个体所发起的非营利运动，他们坚信每个人都能享有爱的自由。该运动希望LGBT新加坡人更贴近其家人、朋友。
粉红色经常与LGBT相关，它同时亦是新加坡公民身份证上的颜色，也是红与白（新加坡国旗上的颜色）的混合。

### 主办委员会
为主办历届粉红点活动，主办方形成的一个委员会，成员有各界人士，人数大概10到12人不等。

## 历届活动

### 粉红点2019
2019年第11届粉红点举办期间，新加坡总理李显龙的胞弟李显扬、他的妻子、次子李桓武以及其丈夫王毅睿出席了当届活动。

### 粉红点2022
2022年第14届粉红点最初计划在6月18日至19日举行两天，但组织者最终决定在6月18日将其作为单日活动举办，这是自全球COVID-19大流行开始之后的第一场现场活动。作为在大流行期间举行的大型活动，主办方必须设置额外的安全措施，例如要求参加者提供疫苗接种证明和扫描接触者追踪 SafeEntry 代码。
与以往的现场活动不同，本年度的粉红点以白色雨伞和粉红色的标语牌组成，参与者可以在这些标语牌上写下标语。主办方还设立了一个网页，供人们上传粉红色亮灯图片以表支持。值得注意的与会者包括国会议员郭献川。据主办方称，这是执政的人民行动党的国会议员首次参加粉红点活动。国会最大反对党工人党议员林志蔚也出席了此次活动。
粉红点2022于下午3点至晚上7点举行，在活动上举办的音乐会出席的当地表演者包括歌手普丽蒂（英語：Preeti Nair）、舞蹈团体 Limited Edition 和变装表演团体 Singapore Drag Royalty 等。

## 國際活動
世界各地許多LGBT組織和個人都受到新加坡粉紅點活動的啟發，紛紛舉辦屬於自己的粉紅點活動。2011年的新加坡粉紅點當天，就有三場國際粉紅點活動同日舉行，之後更多活動延續了這股熱潮。粉紅點活動曾在香港、蒙特婁、多倫多、紐約、琉球、猶他州、安克雷奇、倫敦、檳城和台灣等地舉行。所有活動的共同特色，都是參與者聚集成一個「粉紅點」的隊形。

### 香港
香港主办方将活动的中文名称定为“一點粉紅”，2014年开始在添马公园举办，2016年迈入第三个年头，主办方将活动主题定为“爱必胜”并改在西九苗圃公園举行，吸引逾万人出席。

### 台湾
台湾台北华山中央艺文公园则在2015年举行首届粉红点，以“异同靠近点，野餐粉红点”作为主题。

## 主要亮点

### 吉祥物
粉红点的吉祥物名为“Pinkie”（小指），是个粉红色的圆形物品。

### 系列活动视频
粉红点所推出的系列视频，可说是极具影响力，历届视频多年来由当地著名电影制作人巫俊锋（Boo Junfeng）制作，据报道他同时也是粉红点主办方的委员之一。2011年为第三届粉红点，主办方推出的活动视频就有多达20万人观看。

### 形象大使
下表列出历届粉红点之形象大使：
| 年份   | 形象大使                                     |
| ------ | -------------------------------------------- |
| 2013年 | 谢韵仪、Mark Richmond、王愛仁                |
| 2014年 | Brendon Fernandez、Janice Koh、Sebastian Tan |
| 2015年 | 莫小玲、陈世维、Munah & Hirzi                |
| 2016年 | 刘玲玲、Shigga Shay、Anita Kapoor            |
| 2017年 | 吴蕊思、向洋、Ebi Shankara                   |

### 企业赞助
跨国科技公司Google从2011年开始表示有意支持粉红点活动，隔年国际银行巴克莱银行也加入。2016年一共有高达18个企业赞助，大多数是跨国企业。这些企业多想培育自身企业文化，故现身支持粉红点活动。由于新法律禁止外国企业赞助，2017年共有高达120个当地企业出面赞助。

### 夜间活动
2012年，粉红点首次在夜间进行，以手中的灯光形成粉红色的灯海，有1万5000人出席了该场集会；接下来的3年裡也是在夜间举办。
2017年，受到重重限制下，活动主办方决定回归夜间举行，并由2万出席者在粉红LED灯海裡亮起彩虹。

## 影响及反应

### 国际城市之粉红点
台南粉紅點PinkDot （页面存档备份，存于）（2014~2022）